# Ariadna scabripes
Ariadna scabripes är en spindelart som beskrevs av William Frederick Purcell 1904. Ariadna scabripes ingår i släktet Ariadna och familjen sexögonspindlar. Inga underarter finns listade i Catalogue of Life.